# Roudný (přírodní památka)
Přírodní památka Roudný byla vyhlášena v roce 1994. Nachází se na katastrálním území Bořkovic, které jsou součástí obce Zvěstov v okrese Benešov ve Středočeském kraji, a je v péči příslušného krajského úřadu. Jedná se o biotop, který vznikl v důsledku lidské činnosti.

## Předmět ochrany
Předmětem ochrany je výsypka bývalého zlatodolu Roudný, na níž se mimo jiné vyskytuje vzácný svižník Cicindela arenaria ssp. viennensis. Podle dosavadních zjištění tento druh v rámci Čech žije pouze na této lokalitě. Z ohrožených a kriticky ohrožených druhů se na výsypce vyskytuje několik druhů mandelinek. Jedná se o mandelinku Smaragdina flavicollis a dva druhy krytohlavů - Cryptocephalus vittatus a kriticky ohrožený Cryptocephalus rufipes. Mezi ohrožené druhy patří také teplomilný dřepčík Phyllotreta austriaca.

### Ohrožená flóra
Z ohrožených druhů rostlin byl při ohraji výsypky nalezen vemeník dvoulistý (Platanthera bifolia), při okraji písčitého svahu dále rostou též silně ohrožené druhy kruštík bahenní (Epipactis palustris) a tolije bahenní (Parnassia palustris)

### Mykologická lokalita
Přírodní památka Roudný je též pozoruhodnou mykologickou lokalitou. Na místních písčinách byla nalezena kriticky ohrožená čirůvka límcová (Tricholoma focale), dále zde byl registrován výskyt téměř ohrožených nebo zranitelných druhů, jakými jsou lošákovec kruhatý (Hydnellum concrescens), lošáček tmavý (Phellodon melaleucus) a lošák šupinatý (Sarcodon squamosus). Raritou je výskyt nově zjištěného druhu na území České republiky - rozděrky Sistotrema dennisii. Při mykologickém průzkumu, provedeném v roce 1995, bylo na lokalitě zjištěno více než 60 druhů hub, z toho některých vzácných a ohrožených. 

## Možné ohrožení lokality
Stav přírodní památky ohrožuje kromě zarůstání a zpevňování povrchu také erozní odplavování svahu výsypky. Problém představují také pokusy o těžbu písku, přičemž největší ohrožení znamenají neustále se opakující snahy zahraničních těžařských společností o obnovení geologického průzkumu a znovuzahájení těžby zlata v této oblasti. Například v roce 2014 zamítlo Ministerstvo životního prostředí žádost firmy Delta Bohemia s. r. o. o průzkum ložisek zlatých a stříbrných rud u Roudného. Následně Správa CHKO Blaník pokutovala firmu Bioanalytika CZ, která v roce 2015 v oblasti provedla několik vrtů, ze kterých si odvezla hlušinu.